# فريد بلملات
 فريد بلملات (1970 الجزائر) هو لاعب كرة قدم جزائري.